# 張偉良
張偉良，BBS，MBE，QGM（英語：Benny Cheung，1959年—），香港消防員，因工作救人失去左腳，多次獲得輪椅劍擊世界冠軍，於1996年亞特蘭大殘疾人士奧運會代表香港取得四面金牌，成為香港歷來第一位運動員在奧運會奪取四面金牌 。
張偉良長期積極參與爭取及推動傷殘人士的福利 ，他曾任傑出青年協會主席、香港消防主任協會主席、平等機會委員會平等機會大使，及擔任多項社會服務公職，包括國際復康總會亞太區副會長、香港復康會主席、香港傷殘青年協會主席、交通咨詢委員會委員，精英事務委員會委員及「「中國香港殘疾人奧委會」」一般董事，以及擔任其香港殘奧日籌備委員會主席。
張偉良現在仍然擔任多項社會服務公職，包括香港復康聯會主席、香港復康會副會長、香港復康會復康巴士管理委員會主席、香港傷殘青年協會社會企業發展委員會委員、香港社會服務聯會執行委員會委員、香港特別行政區政府勞工及福利局香港康復計劃方案檢討委員會委員及促進殘疾人士就業諮詢委員會委員。2024年，張偉良擔任香港體育學院董事。
張偉良透過擔任這些社會服務公職的義務工作，致力於推動政府關注及改善殘疾人士的福利和政策，協助及培訓殘疾人士就業，倡導平等機會和傷健共融，改善殘疾人士生活及促進殘疾人士融入社會。

## 簡歷
張偉良於1980年代初加入香港消防處，成為前線消防員。1983年9月，颱風愛倫吹襲香港，當時任職見習消防隊長的張偉良在摩星嶺參與救災工作時遇上山泥傾瀉，因捨己救人而遭受重傷，左腿因細菌感染而被迫切除。1984年，英國頒授女皇英勇獎章予張氏，以嘉許其英勇表現。其後，張偉良轉任消防處的文職工作，同時積極面對困難。至1999年，張偉良獲晉升為助理消防區長。
另一方面，張偉良受傷後開始接觸輪椅劍擊運動，並跟隨王銳基教練學習和不斷鍛練。結果他在1995年至1998年，連續四年取得意大利國際輪椅劍擊賽的個人花劍冠軍。李麗珊於1996年的美國亞特蘭大奧運會滑浪風帆項目為香港取得歷史性首面奧運金牌，張偉良也於緊接奧運會後舉辦的1996年亞特蘭大殘疾人士奧運會取得四面金牌，其中包括輪椅劍擊花劍個人金牌及團體金牌，重劍個人金牌及團體金牌，成為全世界首位在傷殘人士奧運會中連奪四面金牌的運動員，締造了歷史及贏得「天下第一劍」的美譽。8月18日張偉良於花劍A級比賽連過九關，在決賽以15比6勇挫意大利選手柏力格連尼，為香港奪取1972年以來首枚傷殘奧運會男子項目劍擊金牌（香港第一面傷殘奧運會輪椅劍擊金牌是馮月華於1984年在女子花劍個人賽中奪得），從而打破了歐洲選手壟斷是項劍擊錦標的局面。
1996年香港隊殘奧會寫下新一頁，五金五銀五銅是香港自1972年參加傷殘奧運會，24年以來取得金牌最多，成績最好的一次。
張偉良在殘疾人士運動方面貢獻良多，在1997年獲頒英帝國員佐勳章，亦於同年及1998年分別獲選為香港十大傑出青年及世界傑出青年。1998年張偉良參加了日本長野冬季奧運會火炬傳送長跑，他戴著義肢跑完了一公里的路程，他是第一位參與火炬接力的中國殘疾人火炬手。2016年張偉良因為多年來熱心參與公共及社會服務，表現傑出，尤其致力提倡平等機會及促進殘疾人士融入社會，獲頒授銅紫荊星章。

## 個人榮譽
- 1984年女皇英勇獎章（QGM）[2]
- 1997年英帝國員佐勳章（MBE）[3]
- 1997年香港十大傑出青年
- 1998年世界傑出青年
- 1998年平等機會委員會平等機會大使
- 1998年傑出傷殘人士
- 2000年卓越服務獎
- 2015年再生會再生勇士選舉頒獎典禮傑出社會貢獻大獎
- 2016年銅紫荊星章（BBS）

## 體育榮譽

### 1994年
- 遠東及南太平洋運動會重劍個人銀牌及團體金牌
- 世界輪椅劍擊賽重劍團體銅牌
- 國際殘疾人奧委會最佳新秀運動員

### 1995年
- 意大利國際輪椅劍擊賽花劍個人金牌
- 歐洲輪椅劍撃賽花劍團體金牌
- 首名榮獲「每月之星」的傷殘運動員

### 1996年
- 亞特蘭大殘疾人士奧運會
  - 男子花劍個人金牌
  - 男子重劍個人金牌
  - 男子花劍團體金牌
  - 男子重劍團體金牌
- 意大利國際輪椅劍擊賽花劍個人金牌及重劍個人銅牌
- 香港傑出運動員
- 全年最佳運動員
- 香港消防處嘉許狀

### 1997年
- 意大利國際輪椅劍擊賽花劍個人金牌
- 香港傑出運動員
- 全年最佳運動員
- 香港旅遊協會香港體育大使

### 1998年
- 意大利國際輪椅劍擊賽花劍個人金牌
- 香港體育記者協會10周年香港體壇十傑
- 日本長野冬季奧運會火炬傳送長跑火炬手
- 世界輪椅劍擊錦標賽
  - 男子重劍團體銅牌
  - 男子花劍團體金牌[4]

## 公職
- 香港傷殘青年協會社會企業發展委員會主席
- 復康巴士管理委員會主席
- 香港社會服務聯會執行委員會委員
- 國際復康總會亞太區副會長
- 香港復康會主席
- 香港特別行政區政府勞工及福利局香港康復計劃方案檢討委員會委員
- 促進殘疾人士就業咨詢委員會委員
- 香港復康聯會主席
- 「中國香港殘疾人奧委會」一般董事
- 「香港殘奧日籌備委員會」主席
- 「香港體育學院」董事